# رویداد اصلی (فیلم ۱۹۷۹)
رویداد اصلی (به انگلیسی: The Main Event) فیلمی محصول سال ۱۹۷۹ و به کارگردانی هاوارد زیف است. در این فیلم بازیگرانی همچون باربارا استرایسند، رایان اونیل، پتی دی آبانویلی، ریچارد لاسون و جیمز گرگوری ایفای نقش کرده‌اند.